# Grégory Lagane
Pour les articles homonymes, voir Lagane.
Grégory Rougier-Lagane, né le 28 septembre 1996,, est un coureur cycliste mauricien.

## Biographie
Issu d'une famille franco-mauricienne, Grégory Lagane grandit au contact du milieu du vélo. Son cousin Julien Lagesse ainsi son oncle sont d'anciens coureurs cyclistes, tout comme son père Jean-Philippe, président d'une branche cycliste à Centre de Flacq. Il a également un petit frère, Christopher, qui pratique ce sport en compétition. Inspiré par ses aînés, il participe à ses premières courses en catégorie minimes, avec le Vélo Club des Jeunes Cyclistes de Curepipe. Doté d'un gabarit léger, il se définit avant tout comme un grimpeur.
En 2012, il devient champion de Maurice sur route dans la catégorie cadets (moins de 17 ans). En 2013, il remporte le titre national dans le contre-la-montre chez les juniors (moins de 19 ans). Il court ensuite en Europe durant l'été, avec l'équipe du Centre mondial du cyclisme.
En 2014, il participe à quelques compétitions du calendrier amateur français avec le club Laval Cyclisme 53. Les années suivantes, il brille principalement dans son pays natal en devenant à plusieurs reprises champion de Maurice, dans le contre-la-montre par équipes, le contre-la-montre individuel et la course en ligne.
En 2018, il se classe troisième d'une étape du Tour de l'Espoir, manche de la Coupe des Nations U23. Lors de la saison 2019, il remporte l'or dans le contre-la-montre par équipes aux Jeux des îles de l'océan Indien, avec ses coéquipiers mauriciens. Il s'impose également sur le Tour de Maurice.

## Palmarès

### Par année
| - 2012 - Champion de Maurice sur route cadets - 2013 - Champion de Maurice du contre-la-montre juniors - Champion de Maurice du contre-la-montre par équipes - Grand Prix de La Vigie - Bank One Riders Trophy - 2014 - 2e du championnat de Maurice du contre-la-montre juniors - 2e du championnat de Maurice sur route juniors - 3e du championnat de Maurice du contre-la-montre par équipes - 2015 - Champion de Maurice du contre-la-montre par équipes - Colin Mayer Classic : - Classement général - 2e étape - 2e étape du Tour de Maurice - 2016 - Champion de Maurice du contre-la-montre par équipes - Champion de Maurice du contre-la-montre - Circuit de Médine - Circuit de Riche-En-Eau - Robert Brousse Classic (avec Christopher Lagane) - 2e du championnat de Maurice sur route - 2017 - Champion de Maurice du contre-la-montre par équipes - Circuit du Champs de Mars - Grand Prix de Médine - Classique des Cannes - Pina Colada Classic : - Classement général - 2e étape - Classique Robert Brousse (avec Philippe Colin) | - 2018 - Champion de Maurice sur route - Champion de Maurice du contre-la-montre par équipes - Circuit de Médine - 1re étape de la Pina Colada Classic (contre-la-montre) - Tour du Nord PSC Cup : - Classement général - 1re étape (contre-la-montre) - Prologue du Tour de La Réunion (contre-la-montre par équipes) - 2e étape du Tour de Maurice - 2e de la Pina Colada Classic - 3e du championnat de Maurice du contre-la-montre - 2019 - Médaillé d'or du contre-la-montre par équipes aux Jeux des îles de l'océan Indien - Grand Prix Terra - Circuit de Médine - Tour de Maurice : - Classement général - Prologue (contre-la-montre par équipes) - 2e du championnat de Maurice sur route - 3e du Tour de La Réunion - 2020 - 3e du championnat de Maurice du contre-la-montre |

### Classements mondiaux
| Année                                 | 2018 | 2019  | 2020  |
| ------------------------------------- | ---- | ----- | ----- |
| Classement mondial                    | 947e | 2474e | 1386e |
| UCI Africa Tour                       | 37e  | 148e  | 55e   |
|                                       |      |       |       |
| Légende : nc = non classéSource : UCI |      |       |       |